# Archéparchie de Tyr des Maronites
 (novembre 2020).
L'archéparchie de Tyr des Maronites (en latin : archieparchia Tyrensis Maronitarum) est une église particulière de l'Église maronite au Liban.
Érigée en 1838, l'éparchie de Tyr (eparchia Tyrensis Maronitarum) est élevée au rang d'archéparchie en 1965.
En 2010, elle comptait 42 500 baptisés. Son archevêque est Charbel Abdallah.

## Territoire
L'archéparchie couvre les fidèles maronites du sud du Liban. Son siège est situé à Tyr, où se trouve la cathédrale maronite. Elle est subdivisée en 22 paroisses.

## Histoire
L'archéparchie de Tyr, comme l'éparchie de Sidon, remonte aux origines de l'église maronite catholique au XVIe siècle. Le synode du Mont-Liban de 1736 institua canoniquement l'éparchie de Tyr et Sidon, qui fut le siège propre du Patriarche de 1819 à 1837. Au commencement du XXe siècle, l'éparchie de Tyr et Sidon fut distingué en deux circonscriptions ecclésiastiques distinctes.
En 1965, l'éparchie de Tyr a été élevé au rang d'archéparchie. Le 8 juin 1996, il cède une partie de son territoire à l'archéparchie de Haifa et Terre Sainte nouvelle constituée.

## Ordinaires

### Évêques de Tyr
- 1736 : Ignace
- 1762-1786 : Mikhail Fadel[1]
- 1823 : Simone Zevain
- 1819-1837 ou 1838 : Abdallah Bostani (Elbostari) (Vicaire patriarcal avec le titre de Sidon)
- 1837 ou 1838-1866 : Abdallah Bostani (Elbostari)
- 1856- : Pierre Bostani[2]
- 1900- : Paul Basbous
- 1906-1934 : Checrallah Khouri, CML[3]
- 1934-1955 : Pierre-Paul Meouchi[4]
- 1956-1959 : Michael Doumith[5]
- 1959-1965 : Joseph Khoury[6]

### Archevêques de Tyr
- 1965-1992 : Joseph Khoury
- 1992-2003 : Maroun Khoury Sader[7]
- 2003-2020 : Chucrallah-Nabil El-Hage[8]
- depuis 2020 : Charbel Abdallah